# Championnats du monde de beach-volley
Les Championnats du monde de beach-volley sont une compétition internationale de beach-volley qui se déroule ordinairement tous les deux ans depuis 1997 sous l'égide de la Fédération internationale de volley-ball.
Il existe un championnat du monde non officiel qui se tenait de 1987 à 1996 (dix éditions) à Rio de Janeiro. 
La 13e édition, initialement prévue en septembre 2021 à Rome, est reportée d'une année, soit juin 2022, en raison de la pandémie de maladie à coronavirus, perdant ainsi, de manière exceptionnelle, son aspect bisannuel,.
En 2023, les championnats du monde auront lieu à Tlaxcala, au Mexique. Ce sera seulement la troisième édition des championnats du monde hors du continent européen et la première depuis 20 ans avec les championnats du monde 2003 à Rio de Janeiro.

## Tournoi masculin

### Médaillés
| No  | Édition | Ville hôte     | Vainqueurs                                         | Finalistes                                          | Troisième place                                                                     |
| --- | ------- | -------------- | -------------------------------------------------- | --------------------------------------------------- | ----------------------------------------------------------------------------------- |
| 1re | 1997    | Los Angeles    | Rogerio Ferreira et Guilherme Marques Brésil       | Canyon Ceman et Mike Whitmarsh États-Unis           | Dain Blanton et Kent Steffes États-Unis Paulão Moreira et Paulo Emilio Silva Brésil |
| 2e  | 1999    | Marseille      | José Loiola et Emanuel Rego Brésil                 | Martin Laciga et Paul Laciga Suisse                 | Rogerio Ferreira et Guilherme Marques Brésil                                        |
| 3e  | 2001    | Klagenfurt     | Mariano Baracetti et Martín Conde Argentine        | José Loiola et Ricardo Santos Brésil                | Vegard Høidalen et Jørre Kjemperud Norvège                                          |
| 4e  | 2003    | Rio de Janeiro | Emanuel Rego et Ricardo Santos Brésil              | Dax Holdren et Stein Metzger États-Unis             | Márcio Araújo et Benjamin Insfran Brésil                                            |
| 5e  | 2005    | Berlin         | Márcio Araújo et Fábio Luiz Magalhães Brésil       | Sascha Heyer et Paul Laciga Suisse                  | Julius Brink et Kjell Schneider Allemagne                                           |
| 6e  | 2007    | Gstaad         | Phil Dalhausser et Todd Rogers États-Unis          | Dmitri Barsouk et Igor Kolodinsky Russie            | Andrew Schacht et Joshua Slack Australie                                            |
| 7e  | 2009    | Stavanger      | Julius Brink et Jonas Reckermann Allemagne         | Harley Marques Silva et Alison Cerutti Brésil       | Todd Rogers et Philip Dalhausser États-Unis                                         |
| 8e  | 2011    | Rome           | Emanuel Rego et Alison Cerutti Brésil              | Ricardo Santos et Márcio Araújo Brésil              | Julius Brink et Jonas Reckermann Allemagne                                          |
| 9e  | 2013    | Stare Jabłonki | Alexander Brouwer et Robert Meeuwsen Pays-Bas      | Ricardo Santos et Álvaro Morais Filho Brésil        | Jonathan Erdmann et Kay Matysik Allemagne                                           |
| 10e | 2015    | La Haye        | Alison Cerutti et Bruno Schmidt Brésil             | Reinder Nummerdor et Christiaan Varenhorst Pays-Bas | Pedro Solberg et Evandro Gonçalves Brésil                                           |
| 11e | 2017    | Vienne         | Evandro Oliveira et André Stein Brésil             | Clemens Doppler et Alexander Horst Autriche         | Viacheslav Krasilnikov et Nikita Liamin Russie                                      |
| 12e | 2019    | Hambourg       | Oleg Stoyanovskiy et Viacheslav Krasilnikov Russie | Julius Thole et Clemens Wickler Allemagne           | Anders Mol et Christian Sørum Norvège                                               |
| 13e | 2022    | Rome           | Anders Mol et Christian Sørum Norvège              | Renato Lima de Carvalho et Vitor Felipe Brésil      | Andre Loyola Stein et George Souto Maior Brésil                                     |
| 14e | 2023    | Tlaxcala       | Ondřej Perušič et David Schweiner Tchéquie         | David Åhman et Jonatan Hellvig Suède                | Bartosz Łosiak et Michał Bryl Pologne                                               |
| 15e | 2025    | Adélaïde       | ??? et ???                                         | ??? et ???                                          | ??? et ???                                                                          |

### Tableau des médailles
| Rang  | Nation     | Or | Argent | Bronze | Total |
| ----- | ---------- | -- | ------ | ------ | ----- |
| 1     | Brésil     | 7  | 5      | 5      | 17    |
| 2     | États-Unis | 1  | 2      | 2      | 5     |
| 3     | Allemagne  | 1  | 1      | 3      | 5     |
| 4     | Russie     | 1  | 1      | 1      | 3     |
| 5     | Pays-Bas   | 1  | 1      | -      | 2     |
| 6     | Norvège    | 1  | -      | 2      | 3     |
| 7     | Argentine  | 1  | -      | -      | 1     |
| 7     | Tchéquie   | 1  | -      | -      | 1     |
| 9     | Suisse     | -  | 2      | -      | 2     |
| 10    | Autriche   | -  | 1      | -      | 1     |
| 11    | Suède      | -  | 1      | -      | 1     |
| 12    | Australie  | -  | -      | 1      | 1     |
| 12    | Pologne    | -  | -      | 1      | 1     |
| Total | Total      | 14 | 14     | 15     | 43    |

## Tournoi féminin

### Médaillées
| No  | Édition | Ville hôte     | Vainqueurs                                          | Finalistes                                          | Troisième place                                                      |
| --- | ------- | -------------- | --------------------------------------------------- | --------------------------------------------------- | -------------------------------------------------------------------- |
| 1re | 1997    | Los Angeles    | Sandra Pires et Jackie Silva (BRA)                  | Lisa Arce et Holly McPeak (USA)                     | Shelda Bede et Adriana Behar (BRA) Karolyn Kirby et Nancy Reno (USA) |
| 2e  | 1999    | Marseille      | Shelda Bede et Adriana Behar (BRA)                  | Annett Davis et Jenny Johnson Jordan (USA)          | Liz Masakayan et Elaine Youngs (USA)                                 |
| 3e  | 2001    | Klagenfurt     | Shelda Bede et Adriana Behar (BRA)                  | Tatiana Minello et Sandra Pires (BRA)               | Eva Celbová et Soňa Nováková (CZE)                                   |
| 4e  | 2003    | Rio de Janeiro | Misty May-Treanor et Kerri Walsh (USA)              | Shelda Bede et Adriana Behar (BRA)                  | Natalie Cook et Nicole Sanderson (AUS)                               |
| 5e  | 2005    | Berlin         | Misty May-Treanor et Kerri Walsh (USA)              | Juliana Felisberta da Silva et Larissa França (BRA) | Jia Tian et Fei Wang (CHN)                                           |
| 6e  | 2007    | Gstaad         | Misty May-Treanor et Kerri Walsh (USA)              | Tian Jia et Wang Jie (CHN)                          | Juliana Felisberta da Silva et Larissa França (BRA)                  |
| 7e  | 2009    | Stavanger      | April Ross et Jennifer Kessy (USA)                  | Juliana Felisberta da Silva et Larissa França (BRA) | Talita Antunes et Maria Antonelli (BRA)                              |
| 8e  | 2011    | Rome           | Juliana Felisberta da Silva et Larissa França (BRA) | Misty May-Treanor et Kerri Walsh (USA)              | Xue Chen et Zhang Xi (CHN)                                           |
| 9e  | 2013    | Stare Jabłonki | Xue Chen et Zhang Xi (CHN)                          | Karla Borger et Britta Büthe (GER)                  | Liliane Maestrini et Bárbara Seixas (BRA)                            |
| 10e | 2015    | La Haye        | Bárbara Seixas et Ágatha Bednarczuk (BRA)           | Taiana Lima et Fernanda Alves (BRA)                 | Maria Antonelli et Juliana Silva (BRA)                               |
| 11e | 2017    | Vienne         | Laura Ludwig et Kira Walkenhorst (GER)              | April Ross et Lauren Fendrick (USA)                 | Larissa França et Talita Antunes (BRA)                               |
| 12e | 2019    | Hambourg       | Sarah Pavan et Melissa Humana-Paredes (CAN)         | Alix Klineman et April Ross (USA)                   | Taliqua Clancy et Mariafe Artacho del Solar (AUS)                    |
| 13e | 2022    | Rome           | Duda Santos Lisboa et Ana Patrícia Ramos Brésil     | Sophie Bukovec et Brandie Wilkerson Canada          | Svenja Müller et Cinja Tillmann Allemagne                            |
| 14e | 2023    | Tlaxcala       | Sara Hughes et Kelly Cheng États-Unis               | Ana Patrícia Ramos et Eduarda Santos Lisboa Brésil  | Kristen Nuss et Taryn Kloth États-Unis                               |
| 15e | 2025    | Adélaïde       | ??? et ???                                          | ??? et ???                                          | ??? et ???                                                           |

### Tableau des médailles
| Rang  | Nation     | Or | Argent | Bronze | Total |
| ----- | ---------- | -- | ------ | ------ | ----- |
| 1     | Brésil     | 6  | 6      | 6      | 18    |
| 2     | États-Unis | 5  | 5      | 3      | 13    |
| 3     | Chine      | 1  | 1      | 2      | 4     |
| 4     | Allemagne  | 1  | 1      | 1      | 3     |
| 5     | Canada     | 1  | 1      | -      | 2     |
| 6     | Australie  | -  | -      | 2      | 2     |
| 7     | Tchéquie   | -  | -      | 1      | 1     |
| Total | Total      | 14 | 14     | 15     | 43    |